# José Cejudo Sánchez
José Cejudo Sánchez   (Valverde del Camino, 3 de novembre de 1955 - Valverde del Camino, 14 de juliol de 2011) va ser un polític i farmacèutic espanyol, especialitzat en anàlisis clíniques. Ha estat president de la Diputació Provincial de Huelva i alcalde de Valverde del Camino.

## Biografia
Va ser pare de dos fills. Va iniciar la seva carrera política el 1983 com a regidor independent del PSOE. El 1987 es va afiliar formalment al partit i, a partir del 1990, va integrar la seva executiva provincial a Huelva, on va ser secretari de Formació, d'Administració, portaveu i vicesecretari general.
El 1991 va ser nomenat primer tinent d'alcalde de Valverde del Camino i designat diputat provincial, amb responsabilitat a l'Àrea d'Economia i Hisenda i com a portaveu socialista a la Diputació. El 1993 va assumir l'Alcaldia del municipi després de la renúncia per malaltia d'Américo Santos. Va ser reelegit alcalde a tres eleccions municipals consecutives, les dues primeres amb majoria absoluta.
El 1999 va ser elegit president de la Diputació Provincial de Huelva, càrrec en què va ser reelegit després de les municipals de 2003. Va participar en diferents òrgans de l'àmbit municipalista, com el comitè executiu de la Federació Espanyola de Municipis i Províncies, i també va presidir la comissió de diputacions de la Federació Andalusa de Municipi.
També va formar part del consell d'administració de la caixa d'estalvis El Monte i va presidir diverses institucions provincials i comarcals, com la Fundació Juan Ramón Jiménez (1999–2003), el Patronat Provincial de Turisme de Huelva (1999–2004), el Consorci per a la Promoció i Organització d'Activitats Comercials a Huelva (19 Andévalo Occidental, de la qual va ser fundador.
Com a professional farmacèutic, va publicar nombrosos treballs científics en revistes especialitzades, tant a nivell nacional com internacional. Fou membre del comitè director del PSOE d'Andalusia. Finalment ha estat jutjat pel cas mòbing, on se'l va endur a judici Cejudo.
Va morir el 2011 a la seva localitat natal després d'una llarga malaltia.